# TUFニュース
TUFニュース（ティーユーエフニュース）とは、2015年3月までテレビユー福島（JNN）で放送されたローカルニュース番組である。

## 放送時間

### 現在
- 土曜
  - 17:50 - 17:54 『報道特集』に内包。
- 日曜 
  - 17:49 - 17:54 『Nスタ』に内包。

### 過去

#### 昼
- 月曜 - 金曜
1984年4月 - 不明 14:55 - 15:00
2012年10月 - 2015年3月27日 13:55 - 13:57

#### 夕方
- 土曜
1983年12月20日 - 2008年3月29日 18:50 - 18:55
- 日曜
1983年12月 - 2000年4月2日 17:50 - 17:55
2000年4月9日 - 2008年3月30日 17:20 - 17:25
2008年4月6日 - 2011年9月25日 17:50 - 17:55

#### 夜
- 月曜 - 土曜
時期不明 22:54 - 23:00